# 29292 Conniewalker
29292 Conniewalker (1993 KZ1) là một tiểu hành tinh vành đai chính được phát hiện ngày 24 tháng 5 năm 1993 bởi C. S. Shoemaker và D. H. Levy ở Palomar. Nó được đặt theo tên nhà thiên văn học Connie Walker